# Sulfate de diméthyle
Le sulfate de diméthyle ou diméthylsulfate ou DMS est un composé chimique de formule (CH3)2SO4, noté parfois Me2SO4. C'est l'ester diméthylique de l'acide sulfurique. C'est un agent méthylant utilisé en synthèse organique.
Il a été supplanté, dans une certaine mesure, dans son usage en laboratoire par le triflate de méthyle (CF3SO3CH3), l'ester de méthyle de l'acide trifluorométhanesulfonique.

## Histoire
Le sulfate de diméthyle a été découvert pour la première fois au début du XIXe siècle sous forme impure. P. Claesson a plus tard étudié de façon approfondie sa préparation.

## Propriétés
Dans les conditions ordinaires, le sulfate de diméthyle est un liquide huileux et incolore avec une légère odeur proche de l'oignon. Comme tous les agents alkylants forts, le sulfate de diméthyle est très toxique, c'est un cancérogène probable.
Chauffé au-dessus de 188 °C, il se décompose, notamment en oxydes sulfuriques.
Il peut réagir dangereusement avec l'ammoniac, les bases en général et les oxydants forts. Il présente des risques d'explosion en contact avec les amines tertiaires et l'azoture de sodium.

### Réactivité
L'ion sulfate est un très faible nucléophile et donc un bon groupe partant dans le cadre de réactions de substitution nucléophile (SN), ce qui explique la forte capacité de méthylation du sulfate de diméthyle. À température ambiante, en général un seul groupe méthyle réagit, alors que lorsqu'il est chauffé, les deux groupes peuvent réagir.
On peut citer comme exemple de réaction la méthylation d'un acide carboxylique, permettant de synthétiser un ester de méthyle :
R–COOH + (CH3O)2SO2 + NaOH → R–COOCH3 + (CH3O)SO3− + Na+ + H2O.

## Production
Aux États-Unis, le sulfate de diméthyle a été produit de façon industrielle depuis les années 1920. La synthèse du sulfate de diméthyle dans l'industrie se fait généralement par la réaction entre le diméthyléther (DME) et le trioxyde de soufre (SO3) :
(CH3)2O + SO3 → (CH3)2SO4.
Jusque dans les années 1980, cette industrie était d'ailleurs la première consommatrice de DME; par exemple, en Europe centrale, sur 50 000 t consommées, environ 15 000 t l'était pour produire du sulfate de diméthyle.
Le sulfate de diméthyle peut être synthétisé en laboratoire par différentes réactions, la plus simple étant la double estérification de l'acide sulfurique avec le méthanol:
2 CH3OH + H2SO4 → (CH3)2SO4 + 2 H2O.
Une autre possibilité est la distillation de l'acide méthylsulfurique :
2 HSO4CH3 → H2SO4 + (CH3)2SO4.
Il est également possible de faire réagir le nitrite de méthyle et le chlorosulfonate de méthyle, permettant d'obtenir le sulfate de diméthyle et le chlorure de nitrosyle :
CH3ONO + CH3OSO2Cl → (CH3)2SO4 + NOCl.

## Utilisation

### Méthylation
Le sulfate de diméthyle est avant tout utilisé pour la méthylation de phénols, d'amines et de thiols. En général le premier groupe méthyle est transféré plus rapidement que le second. Ce transfert s'effectue en général selon un mécanisme de type SN2. Il est préféré dans l'industrie par rapport à d'autres agents méthylants en raison de son faible coût et de sa grande réactivité.

#### Méthylation d'oxygène
Le plus souvent, Me2SO4 est utilisé pour méthyler les phénols. Certains alcools simples sont aussi susceptibles d'être méthylés, comme le tert-butanol converti en t-butylméthyl éther :
2 (CH3)3COH + (CH3O)2SO2 → 2 (CH3)3COCH3 + H2SO4.
Les sels d'alcoolate sont aussi rapidement méthylés :
RO− + Na+ + (CH3O)2SO2 → ROCH3 + NaSO4CH3.
La méthylation des sucres est appelée méthylation de Haworth.

#### Méthylation d'azote
Me2SO4 est utilisé pour préparer des sels d'ammonium quaternaire :
C6H5CH=NC4H9 + (CH3O)2SO2 → C6H5CH=N+(CH3)C4H9 + CH3OSO3−.
ainsi que des amines tertiaires :
CH3(C6H4)NH2 + (CH3O)2SO2(NaHCO3 (aq)) → CH3(C6H4)N(CH3)2 + NaSO4CH3.
Les ammoniums quaternaires gras sont utilisés comme tensioactifs ou comme assouplissants.

#### Méthylation de soufre
De la même façon que les alcools, les sels de thiolate sont facilement méthylés par Me2SO4 :
{\displaystyle \mathrm {RS^{-}+Na^{+}+(CH_{3}O)_{2}SO_{2}\longrightarrow RSCH_{3}+Na(CH_{3})SO_{4}} }
On peut citer par exemple :
{\displaystyle \mathrm {p-CH_{3}C_{6}H_{4}SO_{2}Na+(CH_{3}O)_{2}SO_{2}\longrightarrow p-CH_{3}C_{6}H_{4}SO_{2}CH_{3}+Na(CH_{3})SO_{4}} }
Cette méthode est aussi utilisée pour préparer des thioesters :
{\displaystyle \mathrm {RC(O)SH+(CH_{3}O)_{2}SO_{2}\longrightarrow RC(O)S(CH_{3})+HOSO_{3}CH_{3}} }

### Utilisation en biochimie
Dans l'ADN et dans l'ARN, en conditions physiologiques, le sulfate de diméthyle réagit préférentiellement avec la position N7 des guanines, ce qui conduit à la formation de 7-méthyl G, et dans une moindre mesure avec la position N3 des adénines. Cette réaction est l'une de celles qui a ont utilisées dans le séquençage de l'ADN par la méthode de Maxam et Gilbert.
Après méthylation, la liaison glycosidique entre la base et le désoxyribose est instable et se rompt par chauffage. On obtient ensuite une coupure sélective au niveau des G et plus partielle au niveau des A par β-élimination avec la pipéridine.
La réaction au sulfate de diméthyle est toujours utilisée dans des expériences d'empreinte, pour déterminer la position de protéines se liant à l'ADN ou pour servir de sonde chimique pour étudier la structure de l'ARN. La réactivité au DMS est en effet dépendante du repliement tridimensionnel de l'ARN qui conditionne l'accessibilité du réactif à la position N7 des G.

## Alternatives
Même si le sulfate de diméthyle est très efficace et abordable, sa toxicité fait qu'on lui cherche des alternatives. Par exemple, l'iodométhane est un réactif utilisé pour faire des O-méthylations, tout comme le sulfate de diméthyle, mais il est moins dangereux et plus cher. Le carbonate de diméthyle est quant à lui bien moins toxique que le sulfate de diméthyle et l'iodométhane, mais aussi bien moins réactif; il peut être utilisé pour des N-méthylations. Dans ce dernier cas, on peut augmenter la pression afin d'accélérer le processus de méthylation.

## Sécurité
Le sulfate de diméthyle est un cancérogène probable, il est mutagène, toxique, corrosif, dangereux pour l'environnement et volatile  (il présente donc des risques d'inhalation). Certains le considèrent comme une potentielle arme chimique. Il est absorbé à travers la peau, les muqueuses et le système gastro-intestinal. Il n'y a aucune odeur forte ou d'irritation immédiate pour avertir d'une concentration létale dans l'air. Cette toxicité à effet retard pose le risque d'une exposition fatale avant le développement de symptômes préventifs; les symptômes peuvent être retardés de 6 à 24 heures. Des solutions basiques concentrées (ammoniaque, solutions alcalines) peuvent être utilisées pour hydrolyser des dépôts mineurs et des résidus sur un équipement contaminé, mais la réaction peut devenir violente en cas de présence de grande quantité de sulfate de diméthyle. Même si le composé se décompose dans l'eau, l'utilisation de cette dernière uniquement ne peut être envisagée dans un objectif de décontamination, la réaction étant trop lente. De plus, l'hydrolyse produit du sulfate de monométhyle et du méthanol qui sont aussi dangereux pour l'environnement. Dans l'eau, le composé se décompose ultimement en acide sulfurique et méthanol.